# Dirk Achten
Dirk Lodewijk Maria Achten (Hasselt, 31 mars 1956) est un fonctionnaire belge et ancien journaliste.

## Biographie
Dirk Achten a étudié les sciences de l'information et des communications et le droit à la KU Leuven avant de faire un troisième cycle universitaire à  la John F. Kennedy School of Government (Harvard) 
À partir de 1983, il travaille pour le journal De Standaard, d'abord comme journaliste politique, puis à partir de 1989 comme rédacteur de l'actu nationale pour enfin finir en 1993 comme rédacteur en chef. En 1999, il devient éditeur.
En 2002 il s'engage politiquement et devient directeur politique du VLD.
Il devient ensuite directeur du cabinet du ministre des affaires étrangères Karel De Gucht en 2004 et président du comité exécutif du Service public fédéral des affaires étrangères en 2008. A ce titre, il était "chef de la diplomatie belge"
En 2018, il a été nommé ambassadeur aux Pays-Bas,. Afin de rendre sa nomination possible, la loi sur la nomination a été modifiée,.

## Publications
- Achter België, Een pamflet voor degenen die verder willen denken, Uitgeverij Scoop, Gent, 1999.
- Het einde der pilaren, Een Toscaans gesprek, Houtekiet, Antwerpen-Baarn, 2001 (avec Yves Desmet).